# Последњи владар ветрова
Последњи владар ветрова (енгл. The Last Airbender) је амерички акциони-авантуристички фантастични филм из 2010. године који је написао, супродуцирао и режирао М. Најт Шјамалан. Базиран на првој сезони анимиране телевизијске серије Аватар: Последњи владар ветрова, гласвне улоге играју Ноа Рингер као Анг, Дев Пател као Зуко, Никола Пелц као Катара, Џексон Ретбоун као Сока. Развој филма почео је 2007. године. Продуцирао га је Nickelodeon Movies и дистрибуирао Paramount Pictures. Премијера је била 30. јуна 2010. године у Њујорку, док се наредног дана почео приказивати свуда у Сједињеним Државама, зарадивши 16 милиона америчких долара тог дана.
Филм су универзално критиковали критичари, публика и обожаваоци оригиналне анимиране серије након објављивања и сматра се једним од најгорих филмова икада снимљених. Многи рецензенти критиковали су сценарио, глуму, режију, ливење, рупе у заплету, неверност изворном материјалу, визуелне ефекте, монтажу, ликове и 3D конверзију. Филм Последњи владар ветрова је био на другом месту по заради иза филма Сумрак сага: Помрачење. Продуциран са 150 милиона америчких долара буџета, филм је зарадио 131 амерички долар у земљи и 319 милиона америчких долара широм света. Представља четврти филм који је највише зарадио студија Nickelodeon, иза филмова Сунђер Боб Коцкалоне филм: Сунђер на сувом (2015), Млади мутанти нинџа корњаче (2014) и Пустоловине Тинтина: Тајна једнорога (2011). Филм је првобино замишљен као први у трилогији филмова Последњи владар ветрова сваки базиран на три сезоне серије, али због непопуларности и ниске добити првог филма, планирана трилогија је неколико година остављана у недоумици и на крају је отказана у корист играног римејка анимиране серије за стриминг услугу Netflix.

## Радња
Прошао је век од када је Нација Ватре објавила рат осталим трима нацијама Ваздуха, Воде и Земље у покушају да освоји свет. Сока и његова сестра Катара, које припадају јужном воденом племену, откривају необични ледени брег. Пробијање у ледени брег ослобађа сноп светлости и открива дванаестогодишњег дечака по имену Анг и његовог летећег љубимца бизона по имену Апа.
Зуко, осрамоћени принц Нације Ватре, открива светлост са Анговог ослобађања и стиже до Јужног племена воде захтевајући од сељана да предају „Аватара”: једину особу способну да манипулише или „влада” сва четири елемента ваздух, воду, земљу и ватру. Анг се предаје да спаси село, али бежи од брода Нације Ватре и одлети са Апом, кога су довели Катара и Сока. Трио путује у Јужни храм ваздуха, где Анг сазнаје да је био у леденом брегу читав век и да је Нација Ватре истребила Ваздушне номаде, укључујући и његовог старатеља Монаха Гјаца. У очају, Анг улази у стање Аватара и налази се у Духовном свету где сусреће Духа змаја. Катарине молбе изводе Анга из стања Аватара.
Ангова група сапутника стиже у једно село Краљевства Земље под контролом Нације Ватре. Када су ухапшени и затворени, подстичу побуну, боре се и поражавају војнике Нације Ватре који су окупирали село. Аанг каже Катари и Соки да он познаје само владавину ваздухом и да још увек мора да савлада остала три елемента. Упуте се до Северног племена воде где Анга могу да подучавају мајстори владавине водом.
Током бочног путовања до Северног храма ваздуха, Анга издаје један сељак и хватају га стрелци Нације Ватре предвођени заповедником Жаом. Међутим, маскирани пљачкаш под називом „Плави дух” помаже Ангу да побегне. Жао схвата да је Зуко Плави дух и има самострелца који испаљује муњу која Зукоа избацује, али Анг користи своје вештине да побегне са несвесним Зукоом. Анг чува Зукоа до јутра и затим одлази да се поново сретне са Соком и Катаром. Жао поново покушава да убије Зукоа дижући у ваздух његов брод, али Зуко потајно преживљава и увлачи се на Жаоов брод.
По доласку, Анга и друштво дочекују грађани Северног племена воде и мајстор владавине водом Паку подучава Анга и Катару. Стиже Нација ватре и Жао започиње напад док Зуко наставља самосталну потрагу за Аватаром. Након пораза Катаре у бици, Зуко заузима Анга, који се враћа у стање Аватара како би потражио Духа Змаја за помоћ у победи над Нацијом ватре. Змајев дух му саветује да пусти да његове емоције „теку као вода”.
Враћајући се у своје тело, Анг се бори против Зукоа док Катара не замрзне Зукоа у леду и затим одлази да се придружи бици. Ајро и Жао крећу се до свете пећине где Жао заузима Месечев дух. Упркос Ајровим молбама, Жао убија Месечев дух да би лишио све водене моћи њихових способности. Побеснео Жаоовим светогрђем, Ајро открива своје мајсторство сагоревања ватре, застрашујући Жаоа и његову пратњу из свете пећине. Принцеза Јуи даје свој живот да оживи Месечев дух. Жао сазнаје да је Зуко преживео и припремају се за борбу, али Ајрох одговара Зукоу и Жаоа утапају водене воде. Присећајући се свог живота пре него што је заробљен у леду, Анг улази у стање Аватара и подиже океан у гигантски зид да би одбио Нацију ватре.
Господар ватре сазнаје за пораз и задаје својој ћерки Азули спречавање Аватара да савлада владавину земљом и ватром.

## Улоге
| Глумац             | Улога               |
| ------------------ | ------------------- |
| Ноа Рингер         | Анг                 |
| Дев Пател          | принц Зуко          |
| Никола Плец        | Катара              |
| Џексон Ретбоун     | Сока                |
| Шон Тоуб           | генерал Ајро        |
| Асиф Мандви        | адмирал Жао         |
| Сејшел Габријел    | принцеза Јуи        |
| Клиф Кертис        | господар ватре Озаи |
| Самер Бишил        | принцеза Азула      |
| Френсис Ганијан    | мајстор Паку        |
| Рендал Дук Ким     | старац у храму      |
| Ајзак Џин Солштајн | Хару                |
| Кеонг Сим          | Тајро               |
| Џон Нобл           | глас Духа Змаја     |
| Кетрин Хотон       | Кана                |
| Дејмон Гаптон      | монах Гјацо         |